# Ramecia capitula
Ramecia capitula är en skalbaggsart som först beskrevs av Thomas Casey 1884.  Ramecia capitula ingår i släktet Ramecia och familjen kortvingar. Inga underarter finns listade i Catalogue of Life.